# آشپزباشی و قبله عالم
آشپزباشی و قبلهٔ عالم یا به اختصار آشپزباشی نام یک مجموعه نمایش تلویزیونی به کارگردانی «رسول نجفیان» است که در سال ۱۳۷۴ تولید و از شبکه ۲ سیمای جمهوری اسلامی ایران پخش گردید.

## خلاصه داستان
این مجموعه نمایشی درباره سلطانی است که دو خاتون دارد. این دو خاتون برای جلب نظر سلطان و بر سر آنکه غذای سلطان چه باشد، با یکدیگر کشمکش دارند. سرانجام با همفکری درباریان تصمیم بر آن می‌شود که غذای سلطان آش باشد. در این میان آشپزباشی دربار، در فکر مسموم کردن سلطان است و به همین منظور، در آش او مرگ موش می‌ریزد. سلطان با خوردن غذا، چنان مسموم می‌شود که تا مدتی به اغما می‌رود و بعد با کمک حکیم‌باشی، سلامت خود را باز می‌یابد و طبعاً فرمان به قتل آشپزباشی می‌دهد. پیش از اجرای نهایی حکم، به آشپزباشی یک هفته مهلت می‌دهند تا آخرین خواسته‌اش را مطرح کند. آشپزباشی که مردی زرنگ و هوشمند است در این مدت، تخم بدبینی و نفاق را در میان درباریان می‌پراکند و در انتها، سلطان به طرزِ مضحکی توسط غلامانش به قتل می‌رسد.

## بازیگران و عوامل تولید

### بازیگران
- پرویز پورحسینی
- حسین پناهی
- جمشید اسماعیل‌خانی
- گوهر خیراندیش
- تانیا جوهری
- محمد ابهری
- هرمز هدایت
- فرهاد تجویدی
- عادل رقابتی
- حسین چنگی
- ماندانا اصلانی
- سیاوش چراغی‌پور
- منوچهر بهروج
- عبدالعلی کمالی
- بهروز عنایتی
- جواد زیتونی
- علی صدیقی
- علی جشنی
- علی ساداتی‌فر
- اشکان مرادپور

### عوامل تولید
- کارگردان هنری: رسول نجفیان
- کارگردان تلویزیونی: علی‌اصغر اوجانی
- فیلمنامه: محمدرضا محمدی‌نیکو
- تصویربردار: مرتضی نجفی، حسین درزی‌اسلام، مرتضی ندرلو
- موسیقی: رسول نجفیان
- تهیه‌کننده: ثریا گلشهر، ماه‌منظر شفیعی
- تعداد قسمتها: ۷ قسمت
- محصول: گروه فیلم و سریال شبکه ۲ سیمای جمهوری اسلامی ایران
- سال تولید: ۱۳۷۴